# Mops demonstrator
Mops demonstrator é uma espécie de morcego da família Molossidae. Pode ser encontrada na Costa do Marfim, Burkina Faso, Gana, Camarões, República Democrática do Congo, Sudão e Uganda.